# Sak

Glifo del Sak

El sak, sac, zak o zac es la undécima veintena de días del sistema calendárico del haab y simboliza a la rana o sapo y la «tormenta blanca». El Sak, junto a las veintenas del Yax y Keh,  conforma la trilogía de veintenas correspondientes a la Luna. Este período era representado por la constelación del sapo y se celebraba la fiesta de los cazadores.